# Frères Bonis
Les frères Bonis sont une famille de commerçants de Montauban au milieu du XIVe siècle. Ils sont connus par une partie de leurs livres de comptes écrits en occitan, édités en 1890. Ces documents permettent d'établir que les frères Bonis occupent une place de premier plan dans le commerce et la banque dans le Quercy et le Languedoc durant les années 1339 à 1345. Ces pièces de comptabilités permettent également de mieux connaître la civilisation matérielle de cette époque.

## La famille Bonis
La famille Bonis vient de Montauban ou d'Albi. E. Forestié évoque la possibilité qu'elle soit d'origine lombarde, en envisageant une étymologie du nom en Boni, patronyme très courant dans la péninsule italienne. Cet auteur préfère finalement supposer une origine locale. Les Bonis ont des cousins à Albi, les Bandier, avec lesquels ils sont en affaire.

L'entrepreneur principal de la famille Bonis se prénomme Barthélemy. Il est peut-être l'aîné. Son épouse, Dona Cécile Guolfier vient d'Albi, où ses frères exercent d'importantes fonctions commerciales et consulaires. D'ailleurs, Barthélemy Bonis est en affaire avec eux : dès la page 2 de la publication des comptes, il mentionne la companhia de mi e de mon conhat (la société de moi et de mon beau-frère). Le couple a quatre enfants. L'aînée se prénomme Sebota, mais on perd sa trace après 1346. Vient ensuite un fils, Bertrand (Bertrannou), qui épouse Bertrande de Raygasse, d'une famille aisée de Bruniquel. Les deux plus jeunes enfants meurent en 1349 (l'année de la mortalité, c'est-à-dire de la peste). En 1350, à l'occasion de l'année jubilaire, Barthélemy Bonis se rend en pèlerinage d'Avignon à Rome (en 23 jours de marche, soit plus de 20 km par jour, dont B. Bonis nous a conservé le détail de l'itinéraire). Il rencontre à cette occasion des Princes de l'Église, peut-être même le Pape limousin Clément VI. Dans les mois qui suivent, il entreprend plusieurs voyages d'affaire à Paris, à Montpellier et encore à Avignon. En 1354, il est élu consul de Montauban. Dès les années 1340, il rémunère un chapelain (Étienne de Costeratier) et un précepteur pour ses enfants (Michel Rainiers). Nous perdons la trace de Barthélemy Bonis à partir de 1370.

Le second frère est Géraud Bonis (parfois désigné sous le prénom de Guiraud). Il se spécialise dans tout le commerce d'apothicaire, qui comprend également la pharmacopée et la vente de cire pour les cierges. Il se marie aux débuts de 1350 avec Dona Bernarde, fille de Géraud Andrieu, Bourgeois de Montauban. Géraud Bonis décède en 1354 ou 1355, sans laisser d'enfant.

Le troisième frère est Guilhem Bonis, carme au couvent d'Albi, puis de Montauban, élu prieur de son monastère en 1348. En 1350, il est prieur à Albi, lors du passage de son frère durant son pèlerinage.

## Les livres de compte des frères Bonis
Le premier livre, intitulé C, est un Grand-Livre (manoal) où chaque somme est reportée sur le compte correspondant, comme avem ou E nos (à nous) pour avoir (emploi ou entrée), den pour doit (ressource ou sortie) de la compagnie des frères Bonis. Les premières écritures datent de 1339. Les dernières opérations sont datées de 1345. La mention de références à des livres A ou B indique que deux livres ont précédemment existé, que nous ne possédons pas. Certains ajouts sur les lignes initiales mentionnent des dates ultérieures (jusqu'en 1369) ou des Grands-Livres référencés D ou E, également manquants.

Le deuxième livre est réservé à des dépôts importants. Barthélemy Bonis l'appelle Libre vermelh dels Deposit : livre rouge des Dépôts.

## Le commerce auXIVesiècleen Quercy et Languedoc
Après la banque, l'activité principale des frères Bonis réside dans le commerce des étoffes et des vêtements, de même que le commerce et la commission sur des domaines voisins : la mercerie, la chapellerie, la draperie et la chaussure. 

Un domaine particulier est réservé à Géraud Bonis : le commerce d'apothicaire, la fabrication de cierges, mais également la confiserie, le commerce des épices et des fruits.

Viennent ensuite deux domaines d'activité : la vente ou la location d'objets utilisés lors de l'administration des sacrements (baptêmes, mariages, funérailles) et enfin le commerce des armes, pièces d'armures, matériel de sellerie, location de chevaux, vente de poudre à canon.

## La société matérielle duXIVesiècleméridional
Le livre C nous renseigne sur la vie matérielle et quotidienne dans le Midi autour des années 1339-1369, c'est-à-dire avant la grande peste, de 1348 à 1350, et après l'épidémie. Durant la première décennie de cette période, l'ensemble de la population vit dans une situation matérielle relativement aisée. Ed. Forestié relève des indications précises sur le niveau de vie de nombreux paysans, par exemple sur la qualité des étoffes ou des vêtements achetés. Mais nous ne disposons pas de données aussi précises en ce qui concerne l'alimentation. Les indications relatives au luxe vestimentaire ou à celui de la table foisonnent, malgré les lois somptuaires édictées par les Consuls de Montauban en 1274 et de nouveau en 1294.

La situation change durant les dernières années : le livre de compte C mentionne une multiplication de prêts en denrées. Ce comportement est la conséquence de disettes à répétition. Il faut sans doute y voir l'effet conjugué de la Grande Peste (1349), des années de mauvaises récoltes, de la crise financière du royaume et le la guerre contre les Anglais.

Enfin, l'éditeur a complété sa présentation des Livres de comptes de plusieurs tableaux ou glossaires indiquant sur un même sujet de nombreuses informations : 

- le tableau de la valeur en unités de compte de l'écu d'or [13]et d'autres monnaies (dont le florin d'or[14]),
- un glossaire des étoffes, des accessoires vestimentaires et des bijoux[15],
- un glossaire des armes et des pièces d'armures[16],
- un glossaire des médicaments[17].

## Nouveautés duXIVesiècle
La poudre à canon

La confrairie du "Vrai Cœur de Dieu" (cofrairia del Veray Cor de Dio) et sa première attestation datée en 1344.